# Кале на Столоватец
Кале на Столоватец (на македонска литературна норма: Кале на Столоватец) е крепост, съществувала през късната античност и средновековието, разположена край поречкото село Белица, Северна Македония.

## Местоположение
Местността Столоватец е разположена на 2 km северно от Белица. Представлява 200 m висок рид, на 938 m надморска височина. Ридът на юг и север чрез седла преминава в планина, а другите две страни са стръмни към долини. В източното му подножие минава локален рударски път, от Белица се качва на север към прохода Глибовец и продължава към Караджица и Скопската котловина.

## Антични остатъци
През Глибовец в късната античност минава границата между римските провинции Македония и Дардания. В ранновизантийската епоха на върха е изградена рударска и гранична твърдина, контролирала този граничен пункт и близките железни рудници. Стените са със здрава зидария емплектон с хоросан. Затварят триъгълно пространство с размери 100 х 40 m с издадени кули по ъглите. Отвътре покрай източната и южната стена е имало изградени четвъртити жилищни и магазинни сгради. Открити са много монети от V и VI век, върхове на стрели, токи и украси за пояс от бронз и желязо, както и много желязна сгур.

## Средновековни остатъци
Крепостта продължава живота си и през средновековната епоха със същата функция - защита на обновените железни рудници. Открити са няколко византийски монети от XI, XII и XIII век и венециански от XIV век. В XIII или XIV век вътре в крепостта е изградена централна кула (донжон). Донжонът разделя по-малката северна част от основната южна. Такива донжони са изградени и в съседните крепости Девич и Заград.
Според видния хърватски археолог Иван Микулчич около Белица е имало многобройно славянско население и тук е бил центърът на Величката епархия, чийто епископ в IX век е бил Климент Охридски.